# وادي الشعب (الوضيع)

تعديل مصدري - تعديل

وادي الشعب هي إحدى قرى عزلة  الوضيع بمديرية الوضيع التابعة لمحافظة أبين، بلغ تعداد سكانها 32 نسمة حسب تعداد اليمن لعام 2004.